# مجلس الشيوخ البلجيكي
مجلس الشيوخ البلجيكي (بالإنجليزية: Senate)‏ هو الهيئة التشريعية في بلجيكا، ويتكون من 60 ، و71 ، و184 مقعداً، يقع المقر الرئيسي له في Palace of the Nation ‏، وهو المجلس الأعلى في برلمان بلجيكيا الفدرالي.

## طالع أيضًا
- برلمان بلجيكيا الفدرالي